# Сени
Сѐни (на италиански: Segni) е град и община в Централна Италия, провинция Рим, регион Лацио. Разположен е на 668 m надморска височина. Населението на общината е 9375 души (към 2010 г.).